# Portland Buckaroos
I Portland Buckaroos sono stati una squadra di hockey su ghiaccio statunitense con sede nella città di Portland, nello Stato dell'Oregon. I primi Buckaroos nacquero nel 1928 e disputarono la Pacific Coast Hockey League fino allo scioglimento della lega nel 1941. Successivamente la squadra rinacque nel 1960 prendendo parte alla Western Hockey League e disputò i propri incontri casalinghi al Memorial Coliseum. La franchigia si sciolse definitivamente nel 1975.

## Storia
I Portland Buckaroos originari vennero creati nel 1928, due anni dopo lo scioglimento dei Portland Rosebuds. Ospitati nella Portland Ice Arena i Buckaroos iniziarono a giocare nella Pacific Coast Hockey League fino al 1931, anno del primo scioglimento della lega. Nelle stagioni successive i Buckaroos presero parte alla North West Hockey League ma nel 1936 la PCHL ritornò in attività e con essa tornarono anche i Buckaroos, capaci di vincere due titoli nel 1937 e nel 1939.
Con l'arrivo della seconda guerra mondiale nel 1941 la PCHL si sciolse definitivamente e con essa anche i Buckaroos. Infatti nel 1944 alla nuova rinascita della PCHL si iscrisse una formazione di Portland ma dal nuovo nome, i Portland Eagles.
Nel 1960 venne concessa a Portland una nuova franchigia nella Western Hockey League da ospitare nel nuovissimo Memorial Coliseum da 10.500 posti a sedere, e per l'occasione venne scelto di nuovo il nome Buckaroos. I nuovi Buckaroos erano composti per la maggior parte dalla rosa e dallo staff dei New Westminster Royals, e alla prima stagione di vita riuscirono a sconfiggere i Seattle Totems aggiudicandosi la prima Lester Patrick Cup della loro storia.
I Buckaroos vinsero altri due titoli nel 1964–1965 e nel 1970–1971, quest'ultimo mentre erano formazione affiliata ai Chicago Blackhawks, franchigia della National Hockey League. Non si qualificarono ai playoff solo nella stagione 1972-73 disputando addirittura nove finali per il titolo di cui cinque consecutive fra il 1968 e il 1972.
Nel 1974 la WHL si sciolse e i Buckaroos si trasferirono per la stagione successiva nella lega semiprofessionistica della Western International Hockey League, ma l'esperienza durò solo un anno prima della chiusura definitiva della squadra. La formazione giovanile dei Portland Winterhawks, membra della moderna Western Hockey League, nel corso degli anni celebrò in diverse occasioni la storia e i successi dei Buckaroos.

### Affiliazioni
Nel corso della loro storia i Portland Buckaroos sono stati affiliati alle seguenti franchigie della National Hockey League:
- Chicago Blackhawks: (1967-1973)
- Los Angeles Kings: (1973-1974)

## Record stagione per stagione
| Portland Buckaroos |          |    |    |    |    |    |     |     |    | |
| 1960-61            | WHL      | 70 | 38 | 23 | 9  | 92 | 300 | 215 | 2° | vince 1º turno (Spokane) 3-1 vince semifinali (Vancouver) 3-1 vince Lester Patrick Cup (Seattle) 4-2 |
| 1961-62            | Southern | 70 | 42 | 23 | 5  | 89 | 265 | 203 | 1° | perde semifinali (Spokane) 3-4                                                                       |
| 1962-63            | Southern | 70 | 43 | 21 | 6  | 89 | 279 | 184 | 1° | perde semifinali (San Francisco) 3-4                                                                 |
| 1963-64            | WHL      | 70 | 33 | 30 | 7  | 73 | 229 | 228 | 2° | perde semifinali (San Francisco) 1-4                                                                 |
| 1964-65            | WHL      | 70 | 42 | 23 | 5  | 89 | 267 | 216 | 1° | vince semifinali (Vancouver) 4-1 vince Lester Patrick Cup (Victoria) 4-1                             |
| 1965-66            | WHL      | 72 | 43 | 24 | 5  | 91 | 271 | 218 | 1° | vince semifinali (Vancouver) 4-3 perde Lester Patrick Cup (Victoria) 3-4                             |
| 1966-67            | WHL      | 72 | 41 | 24 | 7  | 89 | 255 | 209 | 1° | perde semifinali (Vancouver) 0-4                                                                     |
| 1967-68            | WHL      | 72 | 40 | 26 | 6  | 86 | 246 | 168 | 1° | vince semifinali (San Diego) 4-3 perde Lester Patrick Cup (Seattle) 1-4                              |
| 1968-69            | WHL      | 74 | 40 | 18 | 16 | 96 | 291 | 201 | 1° | vince semifinali (San Diego) 4-3 perde Lester Patrick Cup (Vancouver) 0-4                            |
| 1969-70            | WHL      | 72 | 42 | 23 | 7  | 91 | 322 | 241 | 2° | vince semifinali (Seattle) 4-2 perde Lester Patrick Cup (Vancouver) 1-4                              |
| 1970-71            | WHL      | 72 | 27 | 36 | 9  | 63 | 223 | 260 | 1° | vince semifinali (San Diego) 4-2 vince Lester Patrick Cup (Phoenix) 4-1                              |
| 1971-72            | WHL      | 72 | 38 | 31 | 3  | 79 | 301 | 271 | 3° | vince semifinali (Phoenix) 4-2 perde Lester Patrick Cup (Denver) 1-4                                 |
| 1972-73            | WHL      | 72 | 21 | 39 | 12 | 54 | 226 | 287 | 6° | |
| 1973-74            | WHL      | 78 | 39 | 43 | 6  | 84 | 292 | 258 | 4° | vince semifinali (Salt Lake) 4-1 perde Lester Patrick Cup (Phoenix) 1-4                              |

## Record della franchigia

### Singola stagione
Gol: 46  Cliff Schmautz (1965-66)
Assist: 86  Art Jones (1971-72)
Punti: 127  Art Jones (1969-70)
Minuti di penalità: 306  Rick Foley (1970-1971)

### Carriera
Gol: 499  Art Jones
Assist: 887  Art Jones
Punti: 1386  Art Jones
Minuti di penalità: 1378  Connie Madigan
Partite giocate: 981  Art Jones

## Palmarès

### Premi di squadra
- Pacific Coast Hockey League: 2

1936-1937, 1938-1939
- Lester Patrick Cup: 3

1960-1961, 1964-1965, 1970-1971